# Canada aux Jeux olympiques d'hiver de 2022
Le Canada participe aux Jeux olympiques d'hiver de 2022 à Pékin en Chine du 4 au 20 février 2022. Il s'agit de sa vingt-quatrième participation à des Jeux d'hiver. La délégation canadienne est représentée par 215 athlètes. Les porte-drapeaux du pays sont le patineur de vitesse sur piste courte Charles Hamelin et la joueuse de hockey sur glace Marie-Philip Poulin.

## Délégation
| Sport                                | Hommes | Femmes | Total |
| ------------------------------------ | ------ | ------ | ----- |
| Biathlon                             | 4      | 4      | 8     |
| Bobsleigh                            | 12     | 6      | 18    |
| Curling                              | 6      | 6      | 12    |
| Hockey sur glace                     | 25     | 23     | 48    |
| Luge                                 | 3      | 3      | 6     |
| Patinage artistique                  | 7      | 6      | 13    |
| Patinage de vitesse                  | 8      | 8      | 16    |
| Patinage de vitesse sur piste courte | 5      | 5      | 10    |
| Saut à ski                           | 2      | 2      | 4     |
| Skeleton                             | 1      | 2      | 3     |
| Ski acrobatique                      | 16     | 16     | 32    |
| Ski alpin                            | 5      | 8      | 13    |
| Ski de fond                          | 4      | 5      | 9     |
| Snowboard                            | 11     | 12     | 23    |
| Total                                | 109    | 106    | 215   |

## Médaillés
| Sport                                | Discipline                   | Athlète(s) | Performance             | Date              |  |
| ------------------------------------ | ---------------------------- | --- | ----------------------- | ----------------- |  |
| Hockey sur glace                     | Tournoi féminin              | \| Erin Ambrose \| \| Brianne Jenner \| \| Jillian Saulnier \| \| \| Ashton Bell \| \| Rebecca Johnston \| \| Ella Shelton \| \| \| Kristen Campbell \| \| Jocelyne Larocque \| \| Natalie Spooner \| \| \| Emily Clark \| \| Emma Maltais \| \| Laura Stacey \| \| \| Mélodie Daoust \| \| Emerance Maschmeyer \| \| Claire Thompson \| \| \| Ann-Renée Desbiens \| \| Sarah Nurse \| \| Blayre Turnbull \| \| \| Renata Fast \| \| Marie-Philip Poulin \| \| Micah Zandee-Hart \| \| \| Sarah Fillier \| \| Jamie Lee Rattray \| \| \| \| | Victoire 3-2 États-Unis | 17 février        |  |
| Patinage de vitesse                  | Poursuite par équipes femmes | Ivanie Blondin Valérie Maltais Isabelle Weidemann | 2 min 53 s 44           | 15 février        |  |
| Patinage de vitesse sur piste courte | Relais hommes                | Pascal Dion Steven Dubois Jordan Pierre-Gilles Charles Hamelin Maxime Laoun | 6 min 41 s 257          | 16 février        |  |
| Snowboard                            | Slopestyle hommes            | Maxence Parrot | 90,96 points            | 7 février         |  |
| Erin Ambrose                         |                              | Brianne Jenner |                         | Jillian Saulnier  |  |
| Ashton Bell                          |                              | Rebecca Johnston |                         | Ella Shelton      |  |
| Kristen Campbell                     |                              | Jocelyne Larocque |                         | Natalie Spooner   |  |
| Emily Clark                          |                              | Emma Maltais |                         | Laura Stacey      |  |
| Mélodie Daoust                       |                              | Emerance Maschmeyer |                         | Claire Thompson   |  |
| Ann-Renée Desbiens                   |                              | Sarah Nurse |                         | Blayre Turnbull   |  |
| Renata Fast                          |                              | Marie-Philip Poulin |                         | Micah Zandee-Hart |  |
| Sarah Fillier                        |                              | Jamie Lee Rattray |                         |                   |  |

| Sport                                | Discipline        | Athlète(s)         | Performance         | Date       |
| ------------------------------------ | ----------------- | ------------------ | ------------------- | ---------- |
| Patinage de vitesse sur piste courte | 1 500 m hommes    | Steven Dubois      | 2 min 9 s 254       | 9 février  |
| Ski acrobatique                      | Bosses hommes     | Mikaël Kingsbury   | 25 s 02 / 82,18 pts | 5 février  |
| Ski acrobatique                      | Skicross femmes   | Marielle Thompson  | 2e place            | 17 février |
| Ski acrobatique                      | Half-pipe femmes  | Cassie Sharpe      | 90,75 points        | 18 février |
| Snowboard                            | Cross hommes      | Éliot Grondin      | 1 min 16 s 29       | 10 février |
| Patinage de vitesse                  | 5 000 m femmes    | Isabelle Weidemann | 6 min 48 s 18       | 10 février |
| Patinage de vitesse                  | 1 000 m hommes    | Laurent Dubreuil   | 1 min 8 s 32        | 18 février |
| Patinage de vitesse                  | Mass start femmes | Ivanie Blondin     | 40 points           | 19 février |

| Sport                                | Discipline            | Athlète(s)                                                             | Performance             | Date       |
| ------------------------------------ | --------------------- | ---------------------------------------------------------------------- | ----------------------- | ---------- |
| Bobsleigh                            | Monobob femmes        | Christine de Bruin                                                     | 4 min 21 s 03           | 14 février |
| Bobsleigh                            | Bob à quatre hommes   | Justin Kripps Ryan Sommer Cameron Stones Ben Coakwell                  | 3 min 55 s 09           | 20 février |
| Curling                              | Tournoi masculin      | Brad Gushue Mark Nichols Brett Gallant Geoff Walker Marc Kennedy       | Victoire 8-5 États-Unis | 18 février |
| Patinage de vitesse                  | 3 000 m femmes        | Isabelle Weidemann                                                     | 3 min 58 s 64           | 5 février  |
| Patinage de vitesse sur piste courte | 500 m femmes          | Kim Boutin                                                             | 42 s 724                | 7 février  |
| Patinage de vitesse sur piste courte | 500 mm hommes         | Steven Dubois                                                          | 40 s 669                | 13 février |
| Saut à ski                           | Équipes mixte         | Alexandria Loutitt Matthew Soukup Abigail Strate MacKenzie Boyd-Clowes | 844,6 points            | 7 février  |
| Ski acrobatique                      | Sauts par équipe      | Miha Fontaine Lewis Irving Marion Thénault                             | 290,98 points           | 10 février |
| Ski acrobatique                      | Half-pipe femmes      | Rachael Karker                                                         | 87,75 points            | 18 février |
| Ski alpin                            | Combiné hommes        | James Crawford                                                         | 2 min 32 s 11           | 10 février |
| Snowboard                            | Slopestyle hommes     | Mark McMorris                                                          | 88,53 points            | 7 février  |
| Snowboard                            | Cross femmes          | Meryeta O'Dine                                                         | 3e place                | 9 février  |
| Snowboard                            | Cross en équipe mixte | Éliot Grondin Meryeta O'Dine                                           | 3e place                | 12 février |
| Snowboard                            | Big air hommes        | Maxence Parrot                                                         | 170,25 points           | 15 février |

| Sport               |   |   |    | Total |
| ------------------- | - | - | -- | ----- |
| Bobsleigh           | 0 | 0 | 2  | 2     |
| Curling             | 0 | 0 | 1  | 1     |
| Hockey sur glace    | 1 | 0 | 0  | 1     |
| Patinage de vitesse | 1 | 3 | 1  | 5     |
| Saut à ski          | 0 | 0 | 1  | 1     |
| Short-track         | 1 | 1 | 2  | 4     |
| Ski acrobatique     | 0 | 3 | 2  | 5     |
| Ski alpin           | 0 | 0 | 1  | 1     |
| Snowboard           | 1 | 1 | 4  | 6     |
| Total               | 4 | 8 | 14 | 26    |

| Jour       |   |   |    | Total |
| ---------- | - | - | -- | ----- |
| 5 février  | 0 | 1 | 1  | 2     |
| 7 février  | 1 | 0 | 3  | 4     |
| 9 février  | 0 | 1 | 1  | 2     |
| 10 février | 0 | 2 | 2  | 4     |
| 12 février | 0 | 0 | 1  | 1     |
| 13 février | 0 | 0 | 1  | 1     |
| 14 février | 0 | 0 | 1  | 1     |
| 15 février | 1 | 0 | 1  | 2     |
| 16 février | 1 | 0 | 0  | 1     |
| 17 février | 1 | 1 | 0  | 2     |
| 18 février | 0 | 2 | 2  | 4     |
| 19 février | 0 | 1 | 0  | 1     |
| 20 février | 0 | 0 | 1  | 1     |
| Total      | 4 | 8 | 14 | 26    |

| Sexe   |   |   |    | Total |
| ------ | - | - | -- | ----- |
| Femmes | 2 | 4 | 5  | 11    |
| Hommes | 2 | 4 | 6  | 12    |
| Mixte  | 0 | 0 | 3  | 3     |
| Total  | 4 | 8 | 14 | 26    |

| Athlète            | Sport               |   |   |   | Total |
| ------------------ | ------------------- | - | - | - | ----- |
| Steven Dubois      | Short-track         | 1 | 1 | 1 | 3     |
| Isabelle Weidemann | Patinage de vitesse | 1 | 1 | 1 | 3     |
| Ivanie Blondin     | Patinage de vitesse | 1 | 1 | 0 | 2     |
| Maxence Parrot     | Snowboard           | 1 | 0 | 1 | 2     |
| Éliot Grondin      | Snowboard           | 0 | 1 | 1 | 2     |
| Meryeta O'Dine     | Snowboard           | 0 | 0 | 2 | 2     |

## Résultats

### Biathlon
| Jules Burnotte | 52 min 32 s 3 | 3 (1+1+1+0) | 36e | 25 min 50 s 3 | 2+0 | 29e | 43 min 48 s 2 | 5 (1+2+1+1) | 28e | 41 min 35 s   | 5 (2+1+1+1) | 18e |
| Christian Gow  | 52 min 21 s 9 | 2 (0+0+2+0) | 24e | 25 min 15 s 5 | 0+0 | 12e | 44 min 10 s 5 | 5 (0+2+0+3) | 35e | 41 min 2 s 5  | 3 (0+0+0+3) | 13e |
| Scott Gow      | 49 min 53 s   | 1 (0+1+0+0) | 5e  | 25 min 56 s 7 | 1+1 | 34e | 43 min 18 s 7 | 4 (0+2+0+2) | 20e | 42 min 17 s 6 | 7 (0+4+2+1) | 25e |
| Adam Runnalls  | 53 min 24 s 7 | 3 (1+0+0+2) | 33e | 26 min 0 s 5  | 1+1 | 35e | 43 min 59 s 9 | 5 (1+0+2+2) | 30e | -             | -           | -   |

| Megan Bankes  | 48 min 47 s 2 | 2 (0+0+0+2) | 33e | 24 min 35 s 4 | 1+2 | 77e | -             | -           | -   |
| Sarah Beaudry | 53 min 55 s   | 5 (3+1+1+0) | 80e | 24 min 45 s 9 | 1+1 | 80e | -             | -           | -   |
| Emily Dickson | 52 min 26 s 1 | 5 (2+1+0+2) | 70e | 24 min 50 s 3 | 2+1 | 81e | -             | -           | -   |
| Emma Lunder   | 52 min 2 s 4  | 7 (0+2+3+2) | 67e | 22 min 47 s 6 | 0+1 | 32e | 42 min 19 s 3 | 8 (1+3+2+1) | 54e |

| Athlètes                                             | Épreuve | Temps             | Pénalité | Rang |
| ---------------------------------------------------- | ------- | ----------------- | -------- | ---- |
| Jules Burnotte Christian Gow Scott Gow Adam Runnalls | Hommes  | 1 h 21 min 46 s 5 | 2+9      | 6e   |
| Megan Bankes Sarah Beaudry Emily Dickson Emma Lunder | Femmes  | 1 h 15 min 34 s 3 | 0+8      | 10e  |
| Sarah Beaudry Christian Gow Scott Gow Emma Lunder    | Mixte   | 1 h 11 min 12 s 4 | 3+17     | 14e  |

### Bobsleigh
| Athlètes * : pilote                                           | Épreuve      | Course 1     | Course 1 | Course 2     | Course 2 | Course 3     | Course 3 | Course 4     | Course 4 | Total         | Total                               |
| Athlètes * : pilote                                           | Épreuve      | Temps        | Rang     | Temps        | Rang     | Temps        | Rang     | Temps        | Rang     | Temps         | Rang                                |
| ------------------------------------------------------------- | ------------ | ------------ | -------- | ------------ | -------- | ------------ | -------- | ------------ | -------- | ------------- | ----------------------------------- |
| Taylor Austin* Daniel Sunderland                              | Bob à deux   | 1 min 0 s 11 | 21e      | 1 min 0 s 41 | 21e      | 1 min 0 s 29 | 19e      | 1 min 0 s 55 | 19e      | 4 min 1 s 36  | 20e                                 |
| Taylor Austin* Daniel Sunderland                              | Bob à deux   | 59 s 61      | 8e       | 1 min 0 s 8  | 14e      | 59 s 71      | 7e       | 1 min        | 8e       | 3 min 59 s 40 | 10e                                 |
| Christopher Spring* Mike Evelyn                               | Bob à deux   | 59 s 54      | 6e       | 1 min 0 s 3  | 10e      | 59 s 76      | 8e       | 59 s 93      | 5e       | 3 min 59 s 26 | 7e                                  |
| Taylor Austin* Jay Dearborn Chris Patrician Daniel Sunderland | Bob à quatre | 59 s 67      | 22e      | 59 s 81      | 22e      | 59 s 79      | 24e      | Éliminés     | Éliminés | Éliminés      | 23e                                 |
| Justin Kripps* Ben Coakwell Ryan Sommer Cam Stones            | Bob à quatre | 58 s 38      | 3e       | 59 s         | 5e       | 58 s 44      | 5e       | 59 s 27      | 3e       | 3 min 55 s 9  | Médaille de bronze, Jeux olympiques |
| Christopher Spring* Mike Evelyn Sam Giguère Cody Sorensen     | Bob à quatre | 59 s 10      | 12e      | 59 s 33      | 10e      | 59 s 10      | 10e      | 59 s 46      | 11e      | 3 min 56 s 99 | 9e                                  |

| Athlètes * : pilote                    | Épreuve    | Course 1     | Course 1 | Course 2     | Course 2 | Course 3     | Course 3 | Course 4     | Course 4 | Total        | Total                               |
| Athlètes * : pilote                    | Épreuve    | Temps        | Rang     | Temps        | Rang     | Temps        | Rang     | Temps        | Rang     | Temps        | Rang                                |
| -------------------------------------- | ---------- | ------------ | -------- | ------------ | -------- | ------------ | -------- | ------------ | -------- | ------------ | ----------------------------------- |
| Cynthia Appiah                         | Monobob    | 1 min 5 s 75 | 12e      | 1 min 5 s 53 | 5e       | 1 min 5 s 78 | 8e       | 1 min 5 s 98 | 9e       | 4 min 23 s 4 | 8e                                  |
| Christine de Bruin                     | Monobob    | 1 min 5 s 12 | 3e       | 1 min 5 s 2  | 2e       | 1 min 5 s 38 | 4e       | 1 min 5 s 51 | 5e       | 4 min 21 s 3 | Médaille de bronze, Jeux olympiques |
| Cynthia Appiah* Dawn Richardson Wilson | Bob à deux | 1 min 1 s 75 | 8e       | 1 min 1 s 89 | 7e       | 1 min 1 s 95 | 10e      | 1 min 1 s 93 | 9e       | 4 min 7 s 52 | 8e                                  |
| Christine de Bruin* Kristen Bujnowski  | Bob à deux | 1 min 1 s 45 | 5e       | 1 min 1 s 76 | 4e       | 1 min 1 s 43 | 5e       | 1 min 1 s 73 | 6e       | 4 min 6 s 37 | 5e                                  |
| Melissa Lotholz* Sara Villani          | Bob à deux | 1 min 2 s 12 | 18e      | 1 min 2 s 9  | 10e      | 1 min 1 s 85 | 8e       | 1 min 2 s 31 | 15e      | 4 min 8 s 37 | 12e                                 |

### Curling
| Équipe                                                                | Épreuve          | Premier tour                | Premier tour         | Premier tour        | Premier tour       | Premier tour             | Premier tour                 | Premier tour            | Premier tour           | Premier tour                | Premier tour | Demi-finale       | Finale / MB             | Finale / MB                         |
| Équipe                                                                | Épreuve          | Adversaire Score            | Adversaire Score     | Adversaire Score    | Adversaire Score   | Adversaire Score         | Adversaire Score             | Adversaire Score        | Adversaire Score       | Adversaire Score            | Rang         | Adversaire Score  | Adversaire Score        | Rang                                |
| --------------------------------------------------------------------- | ---------------- | --------------------------- | -------------------- | ------------------- | ------------------ | ------------------------ | ---------------------------- | ----------------------- | ---------------------- | --------------------------- | ------------ | ----------------- | ----------------------- | ----------------------------------- |
| Brad Gushue Mark Nichols Brett Gallant Geoff Walker Marc Kennedy      | Tournoi masculin | Danemark Victoire 10-5      | Norvège Victoire 6-5 | Suisse Défaite 3-5  | Suède Défaite 4-7  | États-Unis Victoire 10-5 | Italie Victoire 7-3          | Chine Victoire 10-8     | ROC Défaite 6-7        | Grande-Bretagne Défaite 2-5 | 5e (5-4)     | Suède Défaite 3-5 | États-Unis Victoire 8-5 | Médaille de bronze, Jeux olympiques |
| Jennifer Jones Kaitlyn Lawes Jocelyn Peterman Dawn McEwen Lisa Weagle | Tournoi féminin  | Corée du Sud Victoire 12-7  | Japon Défaite 5-8    | Suède Défaite 6-7   | Suisse Défaite 4-8 | ROC Victoire 11-5        | Grande-Bretagne Victoire 7-3 | États-Unis Victoire 7-6 | Chine Défaite 9-11     | Danemark Victoire 10-4      | 5e (5-4)     | Éliminées         | Éliminées               | 5e                                  |
| Rachel Homan John Morris                                              | Double mixte     | Grande-Bretagne Défaite 4-6 | Norvège Victoire 7-6 | Suisse Victoire 7-5 | Chine Victoire 8-6 | Suède Défaite 2-6        | États-Unis Victoire 7-2      | Tchéquie Victoire 6-5   | Australie Défaite 8-10 | Italie Défaite 7-8          | 5e (5-4)     | Éliminés          | Éliminés                | 5e                                  |

### Hockey sur glace
| Compétition      | Phase de groupe        | Phase de groupe        | Phase de groupe    | Phase de groupe         | Phase de groupe | Tour qualificatif  | Quart de finale     | Demi-finale          | Finale / MB             | Finale / MB                    |
| Compétition      | Adversaire Score       | Adversaire Score       | Adversaire Score   | Adversaire Score        | Rang            | Adversaire Score   | Adversaire Score    | Adversaire Score     | Adversaire Score        | Rang                           |
| ---------------- | ---------------------- | ---------------------- | ------------------ | ----------------------- | --------------- | ------------------ | ------------------- | -------------------- | ----------------------- | ------------------------------ |
| Tournoi masculin | Allemagne Victoire 5-1 | États-Unis Défaite 2-4 | Chine Victoire 5-0 | Non disputé             | 2e              | Chine Victoire 7-2 | Suède Défaite 0-2   | Éliminés             | Éliminés                | 6e                             |
| Tournoi féminin  | Suisse Victoire 12-1   | Finlande Victoire 11-1 | ROC Victoire 6-1   | États-Unis Victoire 4-2 | 1re             | Non disputé        | Suède Victoire 11-0 | Suisse Victoire 10-3 | États-Unis Victoire 3-2 | Médaille d'or, Jeux olympiques |

### Luge
| Athlètes                                             | Épreuve          | Course 1      | Course 1 | Course 2      | Course 2 | Course 3      | Course 3    | Course 4    | Course 4    | Total          | Total |
| Athlètes                                             | Épreuve          | Temps         | Rang     | Temps         | Rang     | Temps         | Rang        | Temps       | Rang        | Temps          | Rang  |
| ---------------------------------------------------- | ---------------- | ------------- | -------- | ------------- | -------- | ------------- | ----------- | ----------- | ----------- | -------------- | ----- |
| Natalie Corless                                      | Monoplace femmes | 59 s 193      | 15e      | 59 s 316      | 17e      | 59 s 176      | 21e         | 59 s 570    | 15e         | 3 min 57 s 255 | 16e   |
| Trinity Ellis                                        | Monoplace femmes | 59 s 219      | 16e      | 59 s 053      | 11e      | 58 s 888      | 13e         | 59 s 704    | 17e         | 3 min 56 s 864 | 14e   |
| Makena Hodgson                                       | Monoplace femmes | 59 s 505      | 19e      | 59 s 477      | 18e      | 59 s 286      | 22e         | 59 s 568    | 13e         | 3 min 57 s 536 | 17e   |
| Reid Watts                                           | Monoplace hommes | 58 s 049      | 14e      | 59 s 071      | 25e      | 58 s 108      | 15e         | 58 s 065    | 16e         | 3 min 53 s 293 | 17e   |
| Tristan Walker Justin Snith                          | Biplace (hommes) | 58 s 895      | 7e       | 59 s 023      | 8e       | Non disputé   | Non disputé | Non disputé | Non disputé | 1 min 57 s 918 | 7e    |
| Trinity Ellis Reid Watts Tristan Walker Justin Snith | Relais mixte     | 1 min 0 s 880 | 7e       | 1 min 0 s 210 | 7e       | 1 min 0 s 110 | 3e          | Non disputé | Non disputé | 3 min 5 s 235  | 6e    |

### Patinage artistique
| Athlète                                    | Épreuve           | Programme court Danse originale | Programme court Danse originale | Programme libre Danse libre | Programme libre Danse libre | Total   | Total |
| Athlète                                    | Épreuve           | Points                          | Rang                            | Points                      | Rang                        | Points  | Rang  |
| ------------------------------------------ | ----------------- | ------------------------------- | ------------------------------- | --------------------------- | --------------------------- | ------- | ----- |
| Keegan Messing                             | Individuel hommes | 93,24                           | 9e                              | 172,37                      | 10e                         | 265,61  | 11e   |
| Roman Sadovsky                             | Individuel hommes | 62,77                           | 29e                             | Éliminé                     | Éliminé                     | Éliminé | 29e   |
| Madeline Schizas                           | Individuel femmes | 60,53                           | 20e                             | 115,03                      | 18e                         | 175,56  | 19e   |
| Vanessa James Eric Radford                 | Couples           | 63,03                           | 12e                             | 117,96                      | 12e                         | 180,99  | 12e   |
| Kirsten Moore-Towers Michael Marinaro      | Couples           | 62,51                           | 13e                             | 118,86                      | 10e                         | 181,37  | 10e   |
| Laurence Fournier Beaudry Nikolaj Sørensen | Danse sur glace   | 78,54                           | 8e                              | 113,81                      | 11e                         | 192,35  | 9e    |
| Piper Gilles Paul Poirier                  | Danse sur glace   | 83,52                           | 6e                              | 121,26                      | 7e                          | 204,78  | 7e    |
| Marjorie Lajoie Zachary Lagha              | Danse sur glace   | 72,59                           | 13e                             | 108,43                      | 13e                         | 181,02  | 13e   |

| Athlètes                                                                                             | Discipline | Programme court / Danse rythmique | Programme court / Danse rythmique | Programme court / Danse rythmique | Programme court / Danse rythmique | Programme libre / Danse libre | Programme libre / Danse libre | Programme libre / Danse libre | Programme libre / Danse libre |
| Athlètes                                                                                             | Discipline | Points                            | Points équipe                     | Total                             | Rang                              | Points                        | Points équipe                 | Total                         | Rang                          |
| --- | ---------- | --------------------------------- | --------------------------------- | --------------------------------- | --------------------------------- | ----------------------------- | ----------------------------- | ----------------------------- | ----------------------------- |
| Roman Sadovsky                                                                                       | Hommes     | 71,06                             | 3                                 | 24                                | 4e                                | 122,60                        | 6                             | 53                            | 4e                            |
| Madeline Schizas                                                                                     | Femmes     | 69,60                             | 8                                 | 24                                | 4e                                | 132,04                        | 8                             | 53                            | 4e                            |
| Kirsten Moore-Towers Michael Marinaro (programme court) Vanessa James Eric Radford (programme libre) | Couples    | 67,34                             | 6                                 | 24                                | 4e                                | 130,07                        | 7                             | 53                            | 4e                            |
| Piper Gilles Paul Poirier                                                                            | Danse      | 82,72                             | 7                                 | 24                                | 4e                                | 124,39                        | 8                             | 53                            | 4e                            |

### Patinage de vitesse
| Laurent Dubreuil         | 34 s 522 | 4e  | 1 min 8 s 32   |     | -             | -   | -             | -   | -              | -  |
| Antoine Gélinas-Beaulieu | 35 s 840 | 29e | 1 min 10 s 075 | 22e | 1 min 48 s    | 23e | -             | -   | -              | -  |
| Gilmore Junio            | 35 s 162 | 21e | -              | -   | -             | -   | -             | -   | -              | -  |
| Connor Howe              | -        | -   | 1 min 8 s 97   | 12e | 1 min 44 s 86 | 5e  | -             | -   | -              | -  |
| Tyson Langelaar          | -        | -   | -              | -   | 1 min 47 s 81 | 22e | -             | -   | -              | -  |
| Ted-Jan Bloemen          | -        | -   | -              | -   | -             | -   | 6 min 19 s 11 | 10e | 12 min 58 s 80 | 6e |
| Graeme Fish              | -        | -   | -              | -   | -             | -   | -             | -   | 12 min 58 s 80 | 6e |

| Marsha Hudey       | 38 s 79 | 21e | -             | -   | -             | -   | -             | -   | -             | -                                  |
| Brooklyn McDougall | 38 s 84 | 22e | -             | -   | -             | -   | -             | -   | -             | -                                  |
| Heather McLean     | 39 s 31 | 27e | -             | -   | -             | -   | -             | -   | -             | -                                  |
| Maddison Pearman   | -       | -   | 1 min 17 s 66 | 26e | 1 min 59 s 89 | 24e | -             | -   | -             | -                                  |
| Alexa Scott        | -       | -   | 1 min 15 s 79 | 12e | -             | -   | -             | -   | -             | -                                  |
| Ivanie Blondin     | -       | -   | -             | -   | 1 min 56 s 49 | 13e | 4 min 6 s 40  | 14e | -             | -                                  |
| Valérie Maltais    | -       | -   | -             | -   | -             | -   | 4 min 4 s 27  | 12e | -             | -                                  |
| Isabelle Weidemann | -       | -   | -             | -   | -             | -   | 3 min 58 s 64 |     | 6 min 48 s 18 | Médaille d'argent, Jeux olympiques |

| Athlète                  | Épreuve | Demi-finale | Demi-finale   | Demi-finale | Finale | Finale        | Finale                             |
| Athlète                  | Épreuve | Points      | Temps         | Rang        | Points | Temps         | Rang                               |
| ------------------------ | ------- | ----------- | ------------- | ----------- | ------ | ------------- | ---------------------------------- |
| Jordan Belchos           | Hommes  | 8           | 7 min 46 s 5  | 5e          | 0      | 7 min 48 s 14 | 13e                                |
| Antoine Gélinas-Beaulieu | Hommes  | 3           | 7 min 56 s 93 | 6e          | 0      | 8 min 13 s 35 | 15e                                |
| Ivanie Blondin           | Femmes  | 65          | 8 min 26 s 68 | 1re         | 40     | 8 min 14 s 79 | Médaille d'argent, Jeux olympiques |
| Valérie Maltais          | Femmes  | 3           | 8 min 35 s 47 | 7e          | 6      | 8 min 20 s 46 | 6e                                 |

| Athlète                                                    | Épreuve | Quart de finale                    | Quart de finale | Demi-finale                     | Demi-finale   | Finale / Classement                 | Finale / Classement            |
| Athlète                                                    | Épreuve | Adversaire Temps                   | Rang            | Adversaire Temps                | Rang          | Adversaire Temps                    | Rang                           |
| ---------------------------------------------------------- | ------- | ---------------------------------- | --------------- | ------------------------------- | ------------- | ----------------------------------- | ------------------------------ |
| Jordan Belchos Ted-Jan Bloemen Connor Howe Tyson Langelaar | Hommes  | Pays-Bas Défaite +1 s 28           | 5e              | Non qualifiés                   | Non qualifiés | Corée du Sud Victoire 3 min 40 s 39 | 5e                             |
| Ivanie Blondin Valérie Maltais Isabelle Weidemann          | Femmes  | Biélorussie Victoire 2 min 53 s 97 | 2e              | Pays-Bas Victoire 2 min 54 s 96 | 1re           | Japon Victoire 2 min 53 s 44 OR     | Médaille d'or, Jeux olympiques |

### Patinage de vitesse sur piste courte (short-track)
| Athlète                                                                                      | Épreuve               | Série          | Série       | Quart de Finale | Quart de Finale | Demi-finale    | Demi-finale | Finale Finale B         | Finale Finale B                     |
| Athlète                                                                                      | Épreuve               | Temps          | Rang        | Temps           | Rang            | Temps          | Rang        | Temps                   | Rang                                |
| -------------------------------------------------------------------------------------------- | --------------------- | -------------- | ----------- | --------------- | --------------- | -------------- | ----------- | ----------------------- | ----------------------------------- |
| Steven Dubois                                                                                | 500 m hommes          | 40 s 399       | 1er         | 40 s 494        | 2e              | 40 s 825       | 4e Repêché  | 40 s 699                | Médaille de bronze, Jeux olympiques |
| Maxime Laoun                                                                                 | 500 m hommes          | Abandon        | Abandon     | Éliminé         | Éliminé         | Éliminé        | Éliminé     | Éliminé                 | 28e                                 |
| Jordan Pierre-Gilles                                                                         | 500 m hommes          | 40 s 488       | 2e          | Abandon         | Abandon         | Éliminé        | Éliminé     | Éliminé                 | 18e                                 |
| Pascal Dion                                                                                  | 1 000 m hommes        | 1 min 24 s 711 | 2e          | Abandon         | Abandon         | Éliminé        | Éliminé     | Éliminé                 | 12e                                 |
| Jordan Pierre-Gilles                                                                         | 1 000 m hommes        | 1 min 24 s 067 | 2e          | Disqulaiifé     | Disqulaiifé     | Éliminé        | Éliminé     | Éliminé                 | 16e                                 |
| Pascal Dion                                                                                  | 1 500 m hommes        | Non disputé    | Non disputé | 2 min 9 s 723   | 2e              | 2 min 15 s 271 | 7e          | Éliminé                 | 18e                                 |
| Steven Dubois                                                                                | 1 500 m hommes        | Non disputé    | Non disputé | 2 min 15 s 123  | 3e              | 2 min 38 s     | 6e Repêché  | 2 min 9 s 254           | Médaille d'argent, Jeux olympiques  |
| Charles Hamelin                                                                              | 1 500 m hommes        | Non disputé    | Non disputé | 2 min 11 s 239  | 1er             | Disqualifié    | Disqualifié | Éliminé                 | 19e                                 |
| Pascal Dion Steven Dubois Jordan Pierre-Gilles Charles Hamelin Maxime Laoun                  | Relais hommes 5 000 m | Non disputé    | Non disputé | Non disputé     | Non disputé     | 6 min 38 s 752 | 1er         | 6 min 41 s 257          | Médaille d'or, Jeux olympiques      |
| Kim Boutin                                                                                   | 500 m femmes          | 42 s 732       | 1re         | 42 s 39         | 1re             | 42 s 664       | 2e          | 42 s 724                | Médaille de bronze, Jeux olympiques |
| Florence Brunelle                                                                            | 500 m femmes          | 43 s 477       | 2e          | Disqualifiée    | Disqualifiée    | Éliminée       | Éliminée    | Éliminée                | 19e                                 |
| Alyson Charles                                                                               | 500 m femmes          | 42 s 991       | 2e          | 1 min 7 s 206   | 4e Repêchée     | 42 min 829 s   | 4e          | Finale B 43 s 273       | 8e                                  |
| Kim Boutin                                                                                   | 1 000 m femmes        | Abandon        | Abandon     | Éliminée        | Éliminée        | Éliminée       | Éliminée    | Éliminée                | 29e                                 |
| Alyson Charles                                                                               | 1 000 m femmes        | 1 min 29 s 87  | 3e Repêchée | 1 min 30 s 161  | 5e              | Éliminée       | Éliminée    | Éliminée                | 20e                                 |
| Courtney Sarault                                                                             | 1 000 m femmes        | 1 min 27 s 798 | 1re         | 1 min 29 s 450  | 3e              | Éliminée       | Éliminée    | Éliminée                | 11e                                 |
| Danaé Blais                                                                                  | 1 500 m femmes        | Non disputé    | Non disputé | Pas de temps    | 4e              | 3e             | Éliminée    | Éliminée                | 25e                                 |
| Kim Boutin                                                                                   | 1 500 m femmes        | Non disputé    | Non disputé | 2 min 17 s 739  | 1re             | 2 min 22 s 371 | 3e          | Finale B 2 min 45 s 568 | 10e                                 |
| Courtney Sarault                                                                             | 1 500 m femmes        | Non disputé    | Non disputé | 2 min 20 s 365  | 1re             | 2 min 18 s 316 | 4e          | Finale B 2 min 45 s 606 | 11e                                 |
| Kim Boutin Florence Brunelle Alyson Charles Courtney Sarault                                 | Relais femmes 3 000 m | Non disputé    | Non disputé | Non disputé     | Non disputé     | 4 min 5 s 89   | 1re         | 4 min 4 s 329           | 4e                                  |
| Kim Boutin Florence Brunelle Steven Dubois Jordan Pierre-Gilles Pascal Dion Courtney Sarault | Relais mixte 2 000 m  | Non disputé    | Non disputé | 2 min 36 s 747  | 2e              | 2 min 36 s 808 | 1re         | Disqualifiés            | 6e                                  |

### Saut à ski
| Athlète                                                                | Épreuve                   | Qualification | Qualification | Qualification | Finale       | Finale       | Finale       | Finale   | Finale   | Finale   | Finale   | Finale                              |
| Athlète                                                                | Épreuve                   | Qualification | Qualification | Qualification | 1er saut     | 1er saut     | 1er saut     | 2e saut  | 2e saut  | 2e saut  | Total    | Total                               |
| Athlète                                                                | Épreuve                   | Distance      | Points        | Rang          | Distance     | Points       | Rang         | Distance | Points   | Rang     | Points   | Rang                                |
| ---------------------------------------------------------------------- | ------------------------- | ------------- | ------------- | ------------- | ------------ | ------------ | ------------ | -------- | -------- | -------- | -------- | ----------------------------------- |
| MacKenzie Boyd-Clowes                                                  | Hommes (tremplin normal), | 94,5 m        | 97,1          | 17e           | 100,5 m      | 129,8        | 12e          | 100,0 m  | 122,8    | 19e      | 252,6    | 16e                                 |
| Matthew Soukup                                                         | Hommes (tremplin normal), | 75,0 m        | 52,7          | 47e           | 92,0 m       | 103,0        | 45e          | Éliminé  | Éliminé  | Éliminé  | Éliminé  | Éliminé                             |
| MacKenzie Boyd-Clowes                                                  | Hommes (grand tremplin),  | 122,0 m       | 115,8         | 18e           | 128,5 m      | 119,2        | 33e          | Éliminé  | Éliminé  | Éliminé  | Éliminé  | Éliminé                             |
| Matthew Soukup                                                         | Hommes (grand tremplin),  | 108,5 m       | 82,0          | 47e           | 115,0 m      | 90,8         | 49e          | Éliminé  | Éliminé  | Éliminé  | Éliminé  | Éliminé                             |
| Alexandria Loutitt                                                     | Femmes                    | Non disputé   | Non disputé   | Non disputé   | Disqualifiée | Disqualifiée | Disqualifiée | Éliminée | Éliminée | Éliminée | Éliminée | Éliminée                            |
| Abigail Strate                                                         | Femmes                    | Non disputé   | Non disputé   | Non disputé   | 75,5 m       | 71,7         | 26e          | 84,5 m   | 90,12    | 12e      | 161,9    | 23e                                 |
| Alexandria Loutitt Matthew Soukup Abigail Strate MacKenzie Boyd-Clowes | Par équipes mixte         | Non disputé   | Non disputé   | Non disputé   | 366,0 m      | 415,4        | 4e           | 372,0 m  | 429,2    | 5e       | 844,6    | Médaille de bronze, Jeux olympiques |

### Skeleton
| Athlètes       | Épreuve | Course 1     | Course 1 | Course 2     | Course 2 | Course 3     | Course 3 | Course 4     | Course 4 | Total         | Total |
| Athlètes       | Épreuve | Temps        | Rang     | Temps        | Rang     | Temps        | Rang     | Temps        | Rang     | Temps         | Rang  |
| -------------- | ------- | ------------ | -------- | ------------ | -------- | ------------ | -------- | ------------ | -------- | ------------- | ----- |
| Blake Enzie    | Hommes  | 1 min 1 s 65 | 19e      | 1 min 1 s 76 | 20e      | 1 min 1 s 93 | 21e      | 1 min 1 s 54 | 19e      | 4 min 6 s 88  | 20e   |
| Jane Channell  | Femmes  | 1 min 2 s 59 | 13e      | 1 min 3 s 31 | 22e      | 1 min 2 s 71 | 19e      | 1 min 2 s 34 | 10e      | 4 min 10 s 95 | 17e   |
| Mirela Rahneva | Femmes  | 1 min 2 s 3  | 1re      | 1 min 3 s 14 | 18e      | 1 min 1 s 72 | 2e       | 1 min 2 s 26 | 6e       | 4 min 9 s 15  | 5e    |

### Ski acrobatique
| Athlète            | Épreuve | Qualification | Qualification | Qualification | Qualification | Qualification | Finale   | Finale   | Finale   | Finale   | Finale   |
| Athlète            | Épreuve | Course 1      | Course 2      | Course 3      | Meilleur      | Rang          | Course 1 | Course 2 | Course 3 | Meilleur | Rang     |
| ------------------ | ------- | ------------- | ------------- | ------------- | ------------- | ------------- | -------- | -------- | -------- | -------- | -------- |
| Teal Harle         | Hommes  | 26,50         | 24,25         | 20,25         | 46,75         | 31e           | Éliminé  | Éliminé  | Éliminé  | Éliminé  | Éliminé  |
| Evan McEachran     | Hommes  | 81,75         | 88,50         | 39,75         | 170,25        | 11e           | 93,00    | 22,50    | 11,50    | 115,50   | 9e       |
| Max Moffatt        | Hommes  | 83,00         | 64,00         | 61,00         | 147,00        | 20e           | Éliminé  | Éliminé  | Éliminé  | Éliminé  | Éliminé  |
| Édouard Therriault | Hommes  | 83,50         | 42,00         | 84,50         | 168,00        | 13e           | Éliminé  | Éliminé  | Éliminé  | Éliminé  | Éliminé  |
| Olivia Asselin     | Femmes  | 60,75         | 87,00         | 16,00         | 147,75        | 11e           | 62,00    | 60,25    | 85,00    | 147,50   | 8e       |
| Elena Gaskell      | Femmes  | Abandon       | Éliminée      | Éliminée      | Éliminée      | Éliminée      | Éliminée | Éliminée | Éliminée | Éliminée | Éliminée |
| Megan Oldham       | Femmes  | 80,00         | 91,25         | 8,25          | 171,25        | 1re           | 85,00    | 89,25    | 88,75    | 178,00   | 4e       |

| Athlète        | Épreuve | Qualification | Qualification | Qualification | Qualification | Finale   | Finale   | Finale   | Finale   | Finale                              |
| Athlète        | Épreuve | Course 1      | Course 2      | Meilleur      | Rang          | Course 1 | Course 2 | Course 3 | Meilleur | Rang                                |
| -------------- | ------- | ------------- | ------------- | ------------- | ------------- | -------- | -------- | -------- | -------- | ----------------------------------- |
| Noah Bowman    | Hommes  | 78,25         | 85,50         | 85,50         | 6e            | 84,25    | 84,75    | 21,25    | 84,75    | 4e                                  |
| Simon d'Artois | Hommes  | 82,50         | 68,25         | 82,50         | 8e            | 7,25     | 7,00     | 63,75    | 63,75    | 10e                                 |
| Brendan MacKay | Hommes  | 87,25         | 85,00         | 87,25         | 5e            | 4,00     | 65,50    | 27,00    | 65,50    | 9e                                  |
| Amy Fraser     | Femmes  | 75,25         | 75,75         | 75,75         | 11e           | 75,25    | 35,75    | 11,00    | 75,25    | 8e                                  |
| Rachael Karker | Femmes  | 88,50         | 89,50         | 89,50         | 2e            | 87,75    | 85,25    | 38,00    | 87,75    | Médaille de bronze, Jeux olympiques |
| Cassie Sharpe  | Femmes  | 86,25         | 79,00         | 86,25         | 6e            | 89,00    | 90,00    | 90,75    | 90,75    | Médaille d'argent, Jeux olympiques  |

| Athlète            | Épreuve | Qualification | Qualification | Qualification | Qualification | Finale   | Finale   | Finale   | Finale   | Finale   |
| Athlète            | Épreuve | Course 1      | Course 2      | Meilleur      | Rang          | Course 1 | Course 2 | Course 3 | Meilleur | Rang     |
| ------------------ | ------- | ------------- | ------------- | ------------- | ------------- | -------- | -------- | -------- | -------- | -------- |
| Teal Harle         | Hommes  | 36,05         | 33,81         | 36,05         | 26e           | Éliminé  | Éliminé  | Éliminé  | Éliminé  | Éliminé  |
| Evan McEachran     | Hommes  | 40,90         | 33,70         | 40,90         | 24e           | Éliminé  | Éliminé  | Éliminé  | Éliminé  | Éliminé  |
| Max Moffatt        | Hommes  | 74,06         | 35,16         | 74,06         | 11e           | 47,18    | 65,31    | 70,40    | 70,40    | 9e       |
| Édouard Therriault | Hommes  | 70,40         | 23,75         | 70,40         | 13e           | Éliminé  | Éliminé  | Éliminé  | Éliminé  | Éliminé  |
| Olivia Asselin     | Femmes  | 64,68         | 6,75          | 64,68         | 11e           | 16,83    | Abandon  | Abandon  | 16,83    | 11e      |
| Megan Oldham       | Femmes  | 6,45          | 63,10         | 63,10         | 13e           | Éliminée | Éliminée | Éliminée | Éliminée | Éliminée |

| Athlète                 | Épreuve | Qualification | Qualification | Qualification | Qualification | Finale   | Finale   | Finale   | Finale   | Finale   | Finale                             |
| Athlète                 | Épreuve | Course 1      | Course 1      | Course 2      | Course 2      | Finale 1 | Finale 1 | Finale 2 | Finale 2 | Finale 3 | Finale 3                           |
| Athlète                 | Épreuve | Points        | Rang          | Points        | Rang          | Points   | Rang     | Points   | Rang     | Points   | Rang                               |
| ----------------------- | ------- | ------------- | ------------- | ------------- | ------------- | -------- | -------- | -------- | -------- | -------- | ---------------------------------- |
| Mikaël Kingsbury        | Hommes  | 81,15         | 1er           | Exempté       | Exempté       | 81,78    | 1er      | 79,59    | 2e       | 82,18    | Médaille d'argent, Jeux olympiques |
| Laurent Dumais          | Hommes  | 69,76         | 24e           | 71,39         | 16e           | Éliminé  | Éliminé  | Éliminé  | Éliminé  | Éliminé  | Éliminé                            |
| Chloé Dufour-Lapointe   | Femmes  | 70,31         | 11e           | 70,45         | 6e            | 73,60    | 12e      | 72,96    | 9e       | Éliminée | Éliminée                           |
| Justine Dufour-Lapointe | Femmes  | 71,45         | 10e           | Exemptée      | Exemptée      | Abandon  | Abandon  | Éliminée | Éliminée | Éliminée | Éliminée                           |
| Sofiane Gagnon          | Femmes  | 68,47         | 14e           | 75,63         | 1re           | 74,44    | 8e       | Abandon  | Abandon  | Éliminée | Éliminée                           |

| Athlète                | Épreuve | Qualification | Qualification | Qualification | Qualification | Finale   | Finale   | Finale   | Finale |
| Athlète                | Épreuve | Saut 1        | Saut 1        | Saut 2        | Saut 2        | Saut 1   | Saut 1   | Saut 2   | Saut 2 |
| Athlète                | Épreuve | Points        | Rang          | Points        | Rang          | Points   | Rang     | Points   | Rang   |
| ---------------------- | ------- | ------------- | ------------- | ------------- | ------------- | -------- | -------- | -------- | ------ |
| Miha Fontaine          | Hommes  | 115,05        | 11e           | 107,69        | 7e            | Éliminé  | Éliminé  | Éliminé  | 13e    |
| Lewis Irving           | Hommes  | 103,98        | 19e           | 80,99         | 17e           | Éliminé  | Éliminé  | Éliminé  | 23e    |
| Émile Nadeau           | Hommes  | 112,83        | 13e           | 102,26        | 11e           | Éliminé  | Éliminé  | Éliminé  | 17e    |
| Flavie Aumond          | Femmes  | 76,86         | 18e           | 73,95         | 13e           | Éliminée | Éliminée | Éliminée | 19e    |
| Naomy Boudreau-Guertin | Femmes  | 77,43         | 16e           | 77,43         | 12e           | Éliminée | Éliminée | Éliminée | 18e    |
| Marion Thénault        | Femmes  | 93,06         | 5e            | Exemptée      | Exemptée      | 91,26    | 7e       | Éliminée | 7e     |

| Athlètes        | Saut 1 | Saut 1 | Saut 1 | Saut 2 | Saut 2 | Saut 2                              |
| Athlètes        | Points | Total  | Rang   | Points | Total  | Rang                                |
| --------------- | ------ | ------ | ------ | ------ | ------ | ----------------------------------- |
| Marion Thénault | 93,06  | 326,94 | 3e     | 62,74  | 290,98 | Médaille de bronze, Jeux olympiques |
| Miha Fontaine   | 113,97 | 326,94 | 3e     | 116,48 | 290,98 | Médaille de bronze, Jeux olympiques |
| Lewis Irving    | 119,91 | 326,94 | 3e     | 111,76 | 290,98 | Médaille de bronze, Jeux olympiques |

| Athlète           | Épreuve | Qualification | Qualification | Huitième de finale | Quart de finale | Demi-finale | Finale A Finale B | Classement final                   |
| Athlète           | Épreuve | Temps         | Rang          | Rang               | Rang            | Rang        | Rang              | Classement final                   |
| ----------------- | ------- | ------------- | ------------- | ------------------ | --------------- | ----------- | ----------------- | ---------------------------------- |
| Kevin Drury       | Hommes  | 1 min 13 s 11 | 15e           | 2e                 | 3e              | Éliminé     | Éliminé           | 12e                                |
| Reece Howden      | Hommes  | 1 min 12 s 37 | 5e            | 1er                | 3e              | Éliminé     | Éliminé           | 9e                                 |
| Brady Leman       | Hommes  | 1 min 12 s 30 | 4e            | 2e                 | 2e              | 4e          | 2e                | 6e                                 |
| Jared Schmidt     | Hommes  | 1 min 12 s 39 | 6e            | 2e                 | 3e              | Éliminé     | Éliminé           | 10e                                |
| Courtney Hoffos   | Femmes  | 1 min 18 s 28 | 8e            | 1re                | 2e              | 4e          | 2e                | 6e                                 |
| Brittany Phelan   | Femmes  | 1 min 18 s 17 | 7e            | 1re                | 2e              | 3e          | 1re               | 5e                                 |
| Hannah Schmidt    | Femmes  | 1 min 18 s 7  | 4e            | 1re                | 2e              | 3e          | 3e                | 7e                                 |
| Marielle Thompson | Femmes  | 1 min 18 s 16 | 5e            | 1re                | 1re             | 2e          | 2e                | Médaille d'argent, Jeux olympiques |

### Ski alpin
| Athlète            | Épreuve      | 1re manche    | 1re manche  | 2e manche     | 2e manche   | Total         | Total                               |
| Athlète            | Épreuve      | Temps         | Rang        | Temps         | Rang        | Temps         | Rang                                |
| ------------------ | ------------ | ------------- | ----------- | ------------- | ----------- | ------------- | ----------------------------------- |
| Trevor Philp       | Slalom       | Abandon       | Abandon     | Éliminé       | Éliminé     | Éliminé       | Éliminé                             |
| Erik Read          | Slalom       | 55 s 90       | 22e         | 53 s 20       | 24e         | 1 min 49 s 10 | 24e                                 |
| Trevor Philp       | Slalom géant | 1 min 7 s 14  | 25e         | 1 min 11 s 94 | 24e         | 2 min 19 s 8  | 24e                                 |
| Erik Read          | Slalom géant | 1 min 4 s 77  | 16e         | 1 min 7 s 67  | 12e         | 2 min 12 s 44 | 13e                                 |
| James Crawford     | Super G      | Non disputé   | Non disputé | Non disputé   | Non disputé | 1 min 20 s 79 | 6e                                  |
| Trevor Philp       | Super G      | Non disputé   | Non disputé | Non disputé   | Non disputé | 1 min 21 s 34 | 10e                                 |
| Brodie Seger       | Super G      | Non disputé   | Non disputé | Non disputé   | Non disputé | Abandon       | Abandon                             |
| Broderick Thompson | Super G      | Non disputé   | Non disputé | Non disputé   | Non disputé | Abandon       | Abandon                             |
| James Crawford     | Descente     | Non disputé   | Non disputé | Non disputé   | Non disputé | 1 min 42 s 92 | 4e                                  |
| Brodie Seger       | Descente     | Non disputé   | Non disputé | Non disputé   | Non disputé | 1 min 44 s 68 | 22e                                 |
| Broderick Thompson | Descente     | Non disputé   | Non disputé | Non disputé   | Non disputé | Abandon       | Abandon                             |
| James Crawford     | Combiné      | 1 min 43 s 14 | 2e          | 48 s 97       | 7e          | 2 min 32 s 11 | Médaille de bronze, Jeux olympiques |
| Trevor Philp       | Combiné      | 1 min 46 s 84 | 19e         | Abandon       | Abandon     | Abandon       | Abandon                             |
| Brodie Seger       | Combiné      | 1 min 43 s 54 | 3e          | 51 s 49       | 10e         | 2 min 35 s 3  | 9e                                  |
| Broderick Thompson | Combiné      | 1 min 44 s 39 | 8e          | 49 s 81       | 8e          | 2 min 34 s 20 | 8e                                  |

| Athlète              | Épreuve      | 1re manche  | 1re manche  | 2e manche   | 2e manche   | Total         | Total    |
| Athlète              | Épreuve      | Temps       | Rang        | Temps       | Rang        | Temps         | Rang     |
| -------------------- | ------------ | ----------- | ----------- | ----------- | ----------- | ------------- | -------- |
| Erin Mielzynski      | Slalom       | 53 s 93     | 17e         | 53 s 59     | 22e         | 1 min 47 s 52 | 16e      |
| Ali Nullmeyer        | Slalom       | 54 s 67     | 23e         | 53 s 29     | 17e         | 1 min 47 s 96 | 21e      |
| Amelia Smart         | Slalom       | 55 s 26     | 28e         | 54 s 06     | 26e         | 1 min 49 s 32 | 27e      |
| Laurence St. Germain | Slalom       | 54 s 51     | 22e         | 53 s 06     | 10e         | 1 min 47 s 57 | 17e      |
| Cassidy Gray         | Slalom géant | Abandon     | Abandon     | Éliminée    | Éliminée    | Éliminée      | Éliminée |
| Valérie Grenier      | Slalom géant | Abandon     | Abandon     | Éliminée    | Éliminée    | Éliminée      | Éliminée |
| Marie-Michèle Gagnon | Super G      | Non disputé | Non disputé | Non disputé | Non disputé | 1 min 14 s 65 | 14e      |
| Roni Remme           | Super G      | Non disputé | Non disputé | Non disputé | Non disputé | 1 min 15 s 78 | 24e      |
| Marie-Michèle Gagnon | Descente     | Non disputé | Non disputé | Non disputé | Non disputé | 1 min 33 s 45 | 8e       |
| Roni Remme           | Descente     | Non disputé | Non disputé | Non disputé | Non disputé | 1 min 35 s 36 | 24e      |
| Roni Remme           | Combiné      | Abandon     | Abandon     | Abandon     | Abandon     | Abandon       | Abandon  |

| Athlètes                                            | Huitième de finale       | Quart de finale     | Demi-finale         | Finale / MB         | Finale / MB |
| Athlètes                                            | Adversaire Résultat      | Adversaire Résultat | Adversaire Résultat | Adversaire Résultat | Rang        |
| --------------------------------------------------- | ------------------------ | ------------------- | ------------------- | ------------------- | ----------- |
| Cassidy Gray Erin Mielzynski Trevor Philp Erik Read | Slovénie Défaite 2-2 (T) | Éliminés            | Éliminés            | Éliminés            | 9e          |

### Ski de fond
| Athlète                                                 | Épreuve                   | Classique     | Classique   | Libre             | Libre             | Total             | Total             |
| Athlète                                                 | Épreuve                   | Temps         | Rang        | Temps             | Rang              | Temps             | Rang              |
| ------------------------------------------------------- | ------------------------- | ------------- | ----------- | ----------------- | ----------------- | ----------------- | ----------------- |
| Antoine Cyr                                             | Skiathlon (15 km + 15 km) | 42 min 27 s 3 | 39e         | 42 min 25 s 2     | 45e               | 1 h 25 min 26 s   | 42e               |
| Rémi Drolet                                             | Skiathlon (15 km + 15 km) | 44 min 39 s 9 | 55e         | A concédé un tour | A concédé un tour | A concédé un tour | A concédé un tour |
| Olivier Léveillé                                        | Skiathlon (15 km + 15 km) | 42 min 7 s 5  | 34e         | 41 min 3 s 3      | 36e               | 1 h 23 min 42 s   | 31e               |
| Antoine Cyr                                             | 15 km classique           | Non disputé   | Non disputé | Non disputé       | Non disputé       | 41 min 17 s 7     | 37e               |
| Rémi Drolet                                             | 15 km classique           | Non disputé   | Non disputé | Non disputé       | Non disputé       | 41 min 7 s 7      | 33e               |
| Olivier Léveillé                                        | 15 km classique           | Non disputé   | Non disputé | Non disputé       | Non disputé       | 40 min 52 s       | 29e               |
| Rémi Drolet                                             | 50 km libre 30 km libre   | Non disputé   | Non disputé | Non disputé       | Non disputé       | 1 h 16 min 21 s 7 | 35e               |
| Olivier Léveillé                                        | 50 km libre 30 km libre   | Non disputé   | Non disputé | Non disputé       | Non disputé       | 1 h 15 min 54 s 3 | 27e               |
| Antoine Cyr Rémi Drolet Olivier Léveillé Graham Ritchie | Relais 4 × 10 km          | Non disputé   | Non disputé | Non disputé       | Non disputé       | 1 h 40 min 21 s 5 | 12e               |

| Athlète                                                                       | Épreuve                     | Classique     | Classique   | Libre         | Libre       | Total             | Total |
| Athlète                                                                       | Épreuve                     | Temps         | Rang        | Temps         | Rang        | Temps             | Rang  |
| ----------------------------------------------------------------------------- | --------------------------- | ------------- | ----------- | ------------- | ----------- | ----------------- | ----- |
| Dahria Beatty                                                                 | Skiathlon (7,5 km + 7,5 km) | 24 min 40 s 1 | 34e         | 23 min 34 s 7 | 31e         | 48 min 52 s       | 28e   |
| Olivia Bouffard-Nesbitt                                                       | Skiathlon (7,5 km + 7,5 km) | 25 min 27 s 3 | 46e         | 24 min 11 s 7 | 42e         | 50 min 11 s 7     | 44e   |
| Cendrine Browne                                                               | Skiathlon (7,5 km + 7,5 km) | 24 min 15 s 7 | 19e         | 23 min 8 s 1  | 20e         | 47 min 58 s 1     | 20e   |
| Katherine Stewart-Jones                                                       | Skiathlon (7,5 km + 7,5 km) | 24 min 16 s 4 | 20e         | 23 min 22 s 7 | 25e         | 48 min 17 s 3     | 23e   |
| Dahria Beatty                                                                 | 10 km classique             | Non disputé   | Non disputé | Non disputé   | Non disputé | 30 min 0 s 2      | 18e   |
| Olivia Bouffard-Nesbitt                                                       | 10 km classique             | Non disputé   | Non disputé | Non disputé   | Non disputé | 33 min 1 s 1      | 61e   |
| Cendrine Browne                                                               | 10 km classique             | Non disputé   | Non disputé | Non disputé   | Non disputé | 31 min 47 s 9     | 48e   |
| Katherine Stewart-Jones                                                       | 10 km classique             | Non disputé   | Non disputé | Non disputé   | Non disputé | 31 min 8 s 6      | 36e   |
| Dahria Beatty                                                                 | 30 km libre                 | Non disputé   | Non disputé | Non disputé   | Non disputé | 1 h 36 min 8 s 2  | 39e   |
| Cendrine Browne                                                               | 30 km libre                 | Non disputé   | Non disputé | Non disputé   | Non disputé | 1 h 31 min 21 s 6 | 16e   |
| Laura Leclair                                                                 | 30 km libre                 | Non disputé   | Non disputé | Non disputé   | Non disputé | 1 h 40 min 14 s 5 | 51e   |
| Katherine Stewart-Jones                                                       | 30 km libre                 | Non disputé   | Non disputé | Non disputé   | Non disputé | 1 h 32 min 33 s 3 | 30e   |
| Dahria Beatty Olivia Bouffard-Nesbitt Cendrine Browne Katherine Stewart-Jones | Relais 4 × 5 km             | Non disputé   | Non disputé | Non disputé   | Non disputé | 57 min 20 s 9     | 9e    |

| Athlète                               | Épreuve            | Qualification | Qualification | Quart de finale | Quart de finale | Demi-finale    | Demi-finale | Finale         | Finale   |
| Athlète                               | Épreuve            | Temps         | Rang          | Temps           | Rang            | Temps          | Rang        | Temps          | Rang     |
| ------------------------------------- | ------------------ | ------------- | ------------- | --------------- | --------------- | -------------- | ----------- | -------------- | -------- |
| Antoine Cyr                           | Individuel hommes  | 3 min 2 s 59  | 56e           | Éliminé         | Éliminé         | Éliminé        | Éliminé     | Éliminé        | Éliminé  |
| Olivier Léveillé                      | Individuel hommes  | 3 min 2 s 26  | 54e           | Éliminé         | Éliminé         | Éliminé        | Éliminé     | Éliminé        | Éliminé  |
| Graham Ritchie                        | Individuel hommes  | 2 min 55 s 04 | 34e           | Éliminé         | Éliminé         | Éliminé        | Éliminé     | Éliminé        | Éliminé  |
| Antoine Cyr Graham Ritchie            | Par équipes hommes | Non disputé   | Non disputé   | Non disputé     | Non disputé     | 20 min 18 s 71 | 4e          | 19 min 45 s 30 | 5e       |
| Dahria Beatty                         | Individuel femmes  | 3 min 23 s 54 | 28e           | 3 min 18 s 73   | 5e              | Éliminée       | Éliminée    | Éliminée       | Éliminée |
| Olivia Bouffard-Nesbitt               | Individuel femmes  | 3 min 25 s 92 | 40e           | Éliminée        | Éliminée        | Éliminée       | Éliminée    | Éliminée       | Éliminée |
| Cendrine Browne                       | Individuel femmes  | 3 min 24 s 85 | 35e           | Éliminée        | Éliminée        | Éliminée       | Éliminée    | Éliminée       | Éliminée |
| Laura Leclair                         | Individuel femmes  | 3 min 35 s 31 | 58e           | Éliminée        | Éliminée        | Éliminée       | Éliminée    | Éliminée       | Éliminée |
| Dahria Beatty Katherine Stewart-Jones | Par équipes femmes | Non disputé   | Non disputé   | Non disputé     | Non disputé     | 24 min 3 s 7   | 6e          | Éliminées      | 12e      |

### Snowboard
| Athlète           | Épreuve | Qualification | Qualification | Qualification | Qualification | Qualification | Finale   | Finale   | Finale   | Finale   | Finale                              |
| Athlète           | Épreuve | Course 1      | Course 2      | Course 3      | Meilleur      | Rang          | Course 1 | Course 2 | Course 3 | Meilleur | Rang                                |
| ----------------- | ------- | ------------- | ------------- | ------------- | ------------- | ------------- | -------- | -------- | -------- | -------- | ----------------------------------- |
| Mark McMorris     | Hommes  | 81,50         | 65,75         | 65,75         | 147,25        | 8e            | 80,50    | 21,00    | 33,25    | 113,75   | 10e                                 |
| Maxence Parrot    | Hommes  | 78,25         | 86,50         | 26,50         | 164,75        | 1er           | 28,25    | 94,00    | 76,25    | 170,25   | Médaille de bronze, Jeux olympiques |
| Darcy Sharpe      | Hommes  | 29,00         | 77,50         | 64,50         | 142,00        | 12e           | 20,00    | 82,00    | 5,75     | 87,75    | 12e                                 |
| Sébastien Toutant | Hommes  | 67,00         | 22,50         | 11,25         | 89,50         | 26e           | Éliminé  | Éliminé  | Éliminé  | Éliminé  | Éliminé                             |
| Jasmine Baird     | Femmes  | 69,00         | 60,50         | 69,00         | 129,50        | 10e           | 68,75    | 48,75    | 61,25    | 130,00   | 7e                                  |
| Laurie Blouin     | Femmes  | 68,00         | 67,25         | 88,25         | 156,25        | 4e            | 13,50    | 86,25    | 28,75    | 115,00   | 8e                                  |
| Brooke Voigt      | Femmes  | 65,00         | 31,00         | 17,50         | 96,00         | 21e           | Éliminée | Éliminée | Éliminée | Éliminée | Éliminée                            |

| Athlète           | Épreuve | Qualification | Qualification | Qualification | Qualification | Finale   | Finale   | Finale   | Finale   | Finale  |
| Athlète           | Épreuve | Course 1      | Course 2      | Meilleur      | Rang          | Course 1 | Course 2 | Course 3 | Meilleur | Rang    |
| ----------------- | ------- | ------------- | ------------- | ------------- | ------------- | -------- | -------- | -------- | -------- | ------- |
| Liam Gill         | Hommes, | 16,75         | 15,50         | 16,75         | 23e           | Éliminé  | Éliminé  | Éliminé  | Éliminé  | Éliminé |
| Brooke D'Hondt    | Femmes, | 69,25         | 70,00         | 70,00         | 10e           | 66,75    | 11,00    | 9,00     | 66,75    | 10e     |
| Elizabeth Hosking | Femmes, | 10,00         | 70,53         | 70,53         | 9e            | 73,00    | 79,25    | 5,00     | 79,25    | 6e      |

| Athlète           | Épreuve | Qualification | Qualification | Qualification | Qualification | Finale   | Finale   | Finale   | Finale   | Finale                              |
| Athlète           | Épreuve | Course 1      | Course 2      | Meilleur      | Rang          | Course 1 | Course 2 | Course 3 | Meilleur | Rang                                |
| ----------------- | ------- | ------------- | ------------- | ------------- | ------------- | -------- | -------- | -------- | -------- | ----------------------------------- |
| Mark McMorris     | Hommes  | 62,70         | 83,30         | 83,30         | 2e            | 76,98    | 80,85    | 88,53    | 88,53    | Médaille de bronze, Jeux olympiques |
| Maxence Parrot    | Hommes  | 70,11         | 36,68         | 70,11         | 10e           | 79,86    | 90,96    | 36,56    | 90,96    | Médaille d'or, Jeux olympiques      |
| Darcy Sharpe      | Hommes  | 45,46         | 25,15         | 45,46         | 23e           | Éliminé  | Éliminé  | Éliminé  | Éliminé  | Éliminé                             |
| Sébastien Toutant | Hommes  | 23,68         | 71,06         | 71,06         | 8e            | 52,63    | 30,40    | 54,00    | 54,00    | 9e                                  |
| Jasmine Baird     | Femmes  | 49,50         | 14,41         | 49,50         | 16e           | Éliminée | Éliminée | Éliminée | Éliminée | Éliminée                            |
| Laurie Blouin     | Femmes  | 66,85         | 71,55         | 71,55         | 7e            | 77,96    | 46,70    | 81,42    | 81,42    | 4e                                  |
| Brooke Voigt      | Femmes  | 37,11         | 12,78         | 37,11         | 22e           | Éliminée | Éliminée | Éliminée | Éliminée | Éliminée                            |

| Athlète            | Épreuve | Qualification | Qualification | Huitième de finale | Quart de finale | Demi-finale | Finale     | Finale   |
| Athlète            | Épreuve | Temps         | Rang          | Adversaire         | Adversaire      | Adversaire  | Adversaire | Rang     |
| ------------------ | ------- | ------------- | ------------- | ------------------ | --------------- | ----------- | ---------- | -------- |
| Sébastien Beaulieu | Hommes  | 1 min 24 s 52 | 27e           | Éliminé            | Éliminé         | Éliminé     | Éliminé    | Éliminé  |
| Arnaud Gaudet      | Hommes  | 1 min 24 s 43 | 26e           | Éliminé            | Éliminé         | Éliminé     | Éliminé    | Éliminé  |
| Jules Lefebvre     | Hommes  | 1 min 22 s 94 | 20e           | Éliminé            | Éliminé         | Éliminé     | Éliminé    | Éliminé  |
| Kaylie Buck        | Femmes  | 1 min 30 s 14 | 21e           | Éliminée           | Éliminée        | Éliminée    | Éliminée   | Éliminée |
| Megan Farrell      | Femmes  | 1 min 28 s 37 | 10e           | Ulbing Défaite     | Éliminée        | Éliminée    | Éliminée   | Éliminée |
| Jennifer Hawkrigg  | Femmes  | Abandon       | Abandon       | Éliminée           | Éliminée        | Éliminée    | Éliminée   | Éliminée |

| Athlète                      | Épreuve     | Qualification | Qualification | Huitième de finale | Quart de finale | Demi-finale | Finale A Finale B | Classement final                    |
| Athlète                      | Épreuve     | Temps         | Rang          | Rang               | Rang            | Rang        | Rang              | Classement final                    |
| ---------------------------- | ----------- | ------------- | ------------- | ------------------ | --------------- | ----------- | ----------------- | ----------------------------------- |
| Éliot Grondin                | Hommes      | 1 min 16 s 29 | 1er           | 1er                | 1er             | 1er         | 2e                | Médaille d'argent, Jeux olympiques  |
| Kevin Hill                   | Hommes      | 1 min 19 s 45 | 26e           | 4e                 | Éliminé         | Éliminé     | Éliminé           | 27e                                 |
| Liam Moffatt                 | Hommes      | 1 min 18 s 45 | 13e           | 3e                 | Éliminé         | Éliminé     | Éliminé           | 19e                                 |
| Zoe Bergermann               | Femmes      | 1 min 25 s 84 | 24e           | 2e                 | 4e              | Éliminée    | Éliminée          | 15e                                 |
| Tess Critchlow               | Femmes      | 1 min 26 s 13 | 26e           | 2e                 | 1re             | 3e          | 2e                | 6e                                  |
| Audrey McManiman             | Femmes      | 1 min 24 s 98 | 13e           | 2e                 | 3e              | Éliminée    | Éliminée          | 11e                                 |
| Meryeta O'Dine               | Femmes      | 1 min 23 s 01 | 3e            | 1re                | 1re             | 1re         | 3e                | Médaille de bronze, Jeux olympiques |
| Tess Critchlow Liam Moffatt  | Par équipes | Non disputé   | Non disputé   | Non disputé        | 3e              | Éliminés    | Éliminés          | 9e                                  |
| Éliot Grondin Meryeta O'Dine | Par équipes | Non disputé   | Non disputé   | Non disputé        | 2e              | 2e          | 3e                | Médaille de bronze, Jeux olympiques |